# Ксенобот
Ксеноботите са самовъзстановяващи се микророботи, чието наименование произлиза от африканската гладка ноктеста жаба Xenopus laevis. Ксеноботът е молекулярна машина, с размери под 1 милиметър (0,039 инча). Тя е достатъчно малка, за да се придвижва безпрепятствено в човешкото тяло.
Ксеноботите са изградени от кожни и сърдечни стволови клетки, получени от жабешки ембриони. Създадени са от учени от Университета Върмонт и Университета Туфт в САЩ.
Ксеноботите могат да ходят и да плуват, да оцеляват седмици без храна и да работят заедно в групи, могат да се самовъзстановяват и да продължат да работят. Учените очакват, че някой ден ксеноботите ще могат безопасно да доставят лекарства на точно определени места вътре в човешкото тяло и да ни помогнат да разберем как да създаваме и ремоделираме органите в човешкото тяло за целите на регенеративната медицина.

## Приложения
Ксеноботите могат да бъдат използвани за почистване на радиоактивни отпадъци, за събиране на микропластмаса от океаните и за медицински цели, като например да пътуват в артериите и да премахват атеросклеротичните плаки в тях.